# Championnat d'Union soviétique de football 1951
Navigation
Saison 1950 Saison 1952
La saison 1951 de Klass A est la 13e édition du championnat de première division en Union soviétique. Quinze clubs sont regroupés au sein d'une poule unique où ils se rencontrent deux fois dans la saison, à domicile et à l'extérieur. En fin de saison, les 3 derniers du classement sont relégués et les trois meilleurs clubs de deuxième division sont promus.
C'est le club du CDSA Moscou, tenant du titre, qui remporte à nouveau le championnat après avoir terminé en tête du classement final avec 7 points d'avance sur le Dynamo Tbilissi et 9 sur un duo composé du Chakhtior Stalino et du Krylia Sovetov Kouïbychev. Il s'agit du 5e titre de champion d'Union soviétique de l'histoire du club, qui réussit même le doublé en s'imposant face au SK Kalinine en finale de la Coupe d'URSS.

## Clubs participants
- Promu de deuxième division

| Club                      | Présent depuis | Classement 1950 | Entraîneur              |
| ------------------------- | -------------- | --------------- | ----------------------- |
| CDSA Moscou               | 1936           | 1er             | Boris Arkadiev          |
| Dinamo Moscou             | 1936           | 2e              | Mikhaïl Semitchastny    |
| Dinamo Tbilissi           | 1936           | 3e              | Mikhail Yakushin        |
| VVS Moscou                | 1947           | 4e              | Gaioz Jejelava (en)     |
| Spartak Moscou            | 1936           | 5e              | Gueorgui Glazkov        |
| Zénith Léningrad          | 1938           | 6e              | Gueorgui Lassine (en)   |
| Krylia Sovetov Kouïbychev | 1946           | 7e              | Aleksandr Abramov (ru)  |
| Dinamo Léningrad          | 1936           | 8e              | Mikhaïl Boutoussov (en) |
| Spartak Tbilissi          | 1950           | 9e              | Andreï Jordania (ru)    |
| Torpedo Moscou            | 1938           | 10e             | Andreï Rjevtsev (ru)    |
| Chakhtior Stalino         | 1949           | 11e             | Viktor Novikov (ru)     |
| Daugava Riga              | 1949           | 12e             | Ievgueni Ieliseïev      |
| Dynamo Kiev               | 1936           | 13e             | Oleg Ochenkov           |
| VMS Moscou (ru)           | 1951           | 1er (D2)        | Iouri Khodotov (ru)     |
| Torpedo Gorki (en)        | 1951           | 2e (D2)         | Viktor Maslov           |

### Changements d'entraîneurs
| Club           | Entraîneur partant        | Date de départ | Entraîneur arrivant  | Date d'arrivée |
| -------------- | ------------------------- | -------------- | -------------------- | -------------- |
| Spartak Moscou | Abram Dangoulov (ru)      | mai 1951       | Gueorgui Glazkov     | mai 1951       |
| Torpedo Moscou | Vladimir Mochkarkine (ru) | juillet 1951   | Andreï Rjevtsev (ru) | juillet 1951   |
| Dinamo Moscou  | Viktor Doubinine (en)     | septembre 1951 | Mikhaïl Semitchastny | septembre 1951 |

## Compétition

### Classement
Le barème de points servant à établir le classement se décompose ainsi :
- Victoire : 2 points
- Match nul : 1 point
- Défaite : 0 point